# Aphantaulax flavida
Aphantaulax flavida är en spindelart som beskrevs av Lodovico di Caporiacco 1940. Aphantaulax flavida ingår i släktet Aphantaulax och familjen plattbuksspindlar.
Artens utbredningsområde är Etiopien. Inga underarter finns listade i Catalogue of Life.